# پناهگاه صخره‌ای زرده بوچک
پناهگاه صخره‌ای زرده بوچک مربوط به دوران پارینه‌سنگی جدید - دوران فرادیرینه‌سنگی است و در شهرستان هرسین، بخش بیستون، دهستان چمچمال، ۱/۳ کیلومتری شمال روستای سنقرآباد واقع شده و این اثر در تاریخ ۲۶ اسفند ۱۳۸۷ با شمارهٔ ثبت ۲۵۴۸۰ به‌عنوان یکی از آثار ملی ایران به ثبت رسیده است.